# Pentanatriumtrifosfaat
Pentanatriumtrifosfaat of natriumtripolyfosfaat (doorgaans afgekort tot NTPP) is een anorganische verbinding met als brutoformule Na5P3O10. Het is het natriumzout van trifosforzuur (H5P3O10). De stof komt voor als een wit, reukloos kristallijn poeder, dat relatief goed oplosbaar is in water.

## Synthese
Pentanatriumtrifosfaat wordt bereid door een stoichiometrisch mengsel natriumdiwaterstoffosfaat en dinatriumwaterstoffosfaat te verhitten:
{\displaystyle \mathrm {2\ Na_{2}HPO_{4}\ +\ NaH_{2}PO_{4}\ \longrightarrow \ Na_{5}P_{3}O_{10}\ +\ 2\ H_{2}O} }
Het kan ook bereid worden door fosforzuur te neutraliseren met natriumhydroxide waarbij de verhouding natrium tot fosfor 1,66 bedraagt. De oplossing wordt dan in een roterende oven of in een sproeidroger verhit om het water te verdampen. Het resterende zout wordt verder gedroogd, gemalen, gezeefd en verpakt.

## Toepassingen
Pentanatriumtrifosfaat is in de Europese Unie toegelaten als additief in voedingsmiddelen. Het E-nummer is E451; dit nummer slaat echter op verschillende kalium- en natriumpolyfosfaten.
Het wordt ook aan wasmiddelen toegevoegd, om het water te ontharden en daarmee de oppervlakte-actieve stoffen beter te laten werken. De trifosfaatanionen vormen stabiele, wateroplosbare verbindingen met calcium- en magnesiumionen. Ze verhinderen zo de vorming van kalkzeep, slecht oplosbare verbindingen die kunnen neerslaan in de wasmachine en op het wasgoed en die zo de werking van de oppervlakte-actieve stoffen afremmen.
Fosfaten uit (ongezuiverd) afvalwater en andere bronnen zijn een voedingsbron voor micro-organismen en algen, en het grootschalig gebruik van fosfaathoudende wasmiddelen heeft bijgedragen tot de eutrofiëring van oppervlaktewater. Daarom zijn de fosfaten in wasmiddelen inmiddels grotendeels vervangen door zeolieten (natriumaluminiumsilicaat).